# Intersecção cónica

Representação gráfica das superfícies de energia potencial na vizinhança de uma intersecção cónica. A forma das superfícies em cone duplo partilhando o apex é característico das intersecções cónicas.

Intersecção cónica é um conceito da física molecular e química correspondendo a geometrias moleculares em que pelo menos dois estados electrónicos da mesma simetria e spin têm a mesma energia. Estas promovem uma eficiente transição entre estados electrónicos excitados da molécula para níveis de menor energia sem emissão de luz. Para além de constituirem um dos principais mecanismos de inibição de fluorescência, as intersecções cónicas estão frequentemente envolvidas em processos fotoquímicos sendo a sua existência um factor contribuindo para a fotoestabilidade das substâncias. O papel das intersecções cónicas em processos fotoquímicos, servindo de intermediário entre reagentes e produtos, determinando a velocidade de reacção bem como a distribuição de produtos, é comparável ao desempenhado pelo estado de transição em reacções químicas convencionais.
Talvez os casos de intersecções cónicas mais reconhecíveis não estejam associados à fotoquímica, mas sejam intersecções cónicas causadas pelo efeito Jahn-Teller.
Segundo a aproximação de Born-Oppenheimer a energia de diferentes estados electrónicos de uma molécula depende da posição dos núcleos dos átomos que a constituem, mas não depende da velocidade destes. Uma consequência desta aproximação é que os electrões se adaptam instantaneamente à posição dos núcleos, e que os núcleos movem-se de acordo com a superfície de energia potencial de um estado electrónico especifico (valor próprio do Hamiltoniano electrónico). A aproximação de Born-Oppenheimer é valida quando os estados electrónicos estão bem separados em termos de energia, mas na vizinhança de intersecções cónicas onde a separação energética entre estados electrónicos é pequena, e no limite nula, existe uma quebra da aproximação de Born-Oppenheimer. Do ponto de vista electrónico isto quer dizer que o movimento dos núcleos pode influenciar o estado electrónico da molécula, e em particular o movimento molecular pode induzir uma mudança de estado electrónico (por exemplo, desexcitação electrónica). Do ponto de vista do movimento dos núcleos, este deixa de depender de um só estado electrónico. Nestas circunstancias a dinâmica do sistema diz-se não adiabática.
A regra de não cruzamento de estados electrónicos estabelece que em moléculas diatómicas, em que o único parâmetro que define a geometria molecular é a distancia entre os dois átomos, dois estados electrónicos da mesma simetria e spin não podem ser degenerados. A consequência desta regra é que as curvas de potencial de estados electrónicos da mesma simetria e spin de moléculas diatómicas não se cruzam, e formam um cruzamento evitado. A regra de não cruzamento não se aplica no entanto a moléculas poliatómicas, em que um maior número de parâmetros determina a geometria molecular, e neste caso as superfícies de energia potencial de estados electrónicos da mesma simetria e spin podem intersectar-se.No espaço das coordenadas moleculares que levantam a degenerescência dos estados electrónicos, as superfícies de energia potencial têm o aspecto de dois cones com um apex comum (ver figura), daí o nome de intersecção cónica.
Foi na primeira metade do século XX que foi notado que a regra de não cruzamento não se aplicava a sistemas moleculares poliatómicos, e a possibilidade da existência de intersecções cónicas foi postulada.  Teller chegou mesmo a prever que estas seriam importantes no mecanismo de decaimento não radiativo. No entanto, só nos anos 90 do século XX é que a realização de simulações computacionais mostrou que intersecções cónicas, em vez de ocorrências exóticas,.eram bastante comuns, estabelecendo a sua importância no contexto da fotoquímica.